# デトロイト包囲戦
座標: 北緯42度19分49秒 西経83度02分55秒 / 北緯42.33015度 西経83.04874度
デトロイト包囲戦（デトロイトほういせん、英: Siege of Detroit、またはデトロイトの降伏、またはデトロイト砦の戦い）は、米英戦争初期の1812年8月15日から16日に起きた戦闘である。アイザック・ブロック少将が指揮するイギリス軍正規兵と、ショーニー族指導者テカムセ指揮下の同盟インディアン連合部隊が、脅しや策略を使ってアメリカ軍准将ウィリアム・ハルを怖じ気づかせ、デトロイトの砦と町を降伏に追い込んだ。実際の勢力はアメリカ軍が上回っていたにも拘わらず、降伏してしまったので、アメリカ軍の士気が大きく減退した。
このイギリス軍の勝利は、アッパー・カナダの民兵や文民役人に活力を与えた。それ以前は戦争に悲観的であり、アメリカを支持する扇動者に影響を受ける状況だった。北西部領土の多くのインディアン部族は、アメリカの基地や開拓者に対して武器を取って立ち上がるよう吹き込まれた。イギリス軍はこの後1年間以上デトロイトを保持したが、エリー湖で小さな戦隊が敗北を喫した後で、アッパー・カナダの西部前線を放棄せざるを得なくなった。

## 背景

### アメリカ軍の作戦と動き
1812年前半、イギリスとの緊張関係が高まったアメリカ合衆国の大統領ジェームズ・マディソンと陸軍長官ウィリアム・ユースティスは、ミシガン準州知事ウィリアム・ハルなど多くの者から、元北西部領土の安全を守るための軍隊を結成するよう催促されていた。その地域では、イギリスの代理人や毛皮交易会社がインディアンに、アメリカ合衆国に対して立ち上がるようけしかけていた。特にデトロイトの基地を補強することが急がれた。そこの人口は800人だったが、平時の守備隊は僅か120名だった。またアッパー・カナダの西部を侵略することも提案されていた。そこは寛大な土地払い下げが行われており、アメリカ合衆国の領内から多くの移民が移っていったばかりだったので、彼等からの支援が期待できた。
マディソンとユースティスは、この作戦に同意した。マディソンはその軍隊の指揮をアメリカ独立戦争からの古参兵であるハルに任せた。ハルは当初この指名を受けることを躊躇したが、自分と同じくらい権威と経験がある士官が即座には見つからなかった。マディソンからの要請が繰り返され、最後はハルが引き受けて、アメリカ陸軍准将に任官された。
ハルの軍隊は当初、ルイス・カス、ダンカン・マッカーサー、ジェイムズ・フィンドリー各大佐が指揮するオハイオ州民兵の3個連隊で構成された。5月25日にデイトンでハルがこの軍隊の指揮を執ったとき、兵士達は装備が悪く、規律も取れておらず、また行軍させるために必要な物資の手配もできていなかった。ハルは急ぎ装備の不足を補う手配をした。6月10日、ジェイムズ・ミラー中佐のアメリカ第4歩兵連隊が加わり、アーバナから北へ行軍を始めた。ユースティスからの指示で、昔アンソニー・ウェインが築いたルートを無視し、オハイオ州北西部のブラック湿地を横切ってデトロイトに向かう新しいルートを造った。6月26日、ユースティスからの6月18日付け手紙を受け取った。その内容は戦争が避けられない情勢にあると警告し、「できる限り早く」デトロイトを確保することを督促していた。ハルは部隊を急がせた。辛い行軍で疲れている荷車を引く馬の負担を軽くするために、土木工作用の道具、医薬品、士官の手荷物と文書類、病気になった兵士と軍楽隊を、モーミー川河口から貨物船カヤホガに載せて、エリー湖を渡って運ばせることとした。
ユースティスはその6月18日付け手紙を、特使を使って送らせた。アメリカ合衆国議会はその日遅くに宣戦布告を行うことを承認したが、ユースティスはその重要な第二の報せを普通便でハルに送った。6月28日、オハイオ州クリーブランドの郵便局長は、急行騎手を雇ってこの手紙をハルの元に届けるよう急がせたが、それでも届いたのは7月2日になってからだった。ワシントンD.C.のイギリス大使はアメリカの宣戦布告の報せを急ぎイギリスとカナダに送り、カナダの軍隊指揮官は直ぐに全基地に戦争状態になったことを知らせた。7月2日、何も知らないカヤホガが、デトロイト川河口にあるアマーストバーグのイギリス軍基地近くで、植民地海兵隊のカナダ人が乗り込んだ武装ブリッグ艦ジェネラル・ハンターに捕獲された。
ハルの軍隊は7月5日にデトロイトに到着した、ここでミシガン民兵隊分遣隊の補強を受けた。その部隊にはハルが1805年に設立していたミシガン・リージョナリー軍団の140名が含まれていた。アメリカ軍は物資、特に食料が不足していた。デトロイトには石鹸とウィスキーしか無かった。それでもユースティスはハルにアマーストバーグ攻撃を急がせていた。その砦は主にイギリス第41連隊の正規兵300名と、400名のインディアンおよび幾らかの民兵が守っていた。基地の指揮官はセントジョージ大佐であり、後に第41連隊のヘンリー・プロクター大佐と交替した。ハルは乗り気になっていなかったが、ユースティスに「イギリス軍が水域とインディアンを支配している」と書き送り、その軍隊は7月12日に川を渡ってカナダに入った。カナダ人にアメリカ軍に加わるか支援するよう誘うつもりで、幾つかの宣言も発行していた。その騎兵部隊の幾らかがテムズ川を遡り、モラビアタウンまで襲撃した。この動きで地元民兵の多くはハルの侵略に抵抗する気を無くしていたが、地元住人はアメリカ合衆国から移ってきたばかりの者であっても積極的にハルを支援しようとする者は少なかった。
カナード川沿いのイギリス軍基地と何度か小競り合いを行い、決着が付かなかった後で、ハルは砲兵隊が居なければイギリス軍の砦を攻撃できないと判断した。大砲の台車が腐り、修理を要していたので砲兵隊を前線に連れてきていなかった。ハル軍は撤退した。ハルの部下の士官数人はこの撤退に同意できず、密かにハルを指揮官職から外す相談をしていた。ハルは軍隊の指揮を執って以来、民兵隊の隊長達との喧嘩が続いており、これでは戦場でも度々招集した作戦会議でも彼等の支持を得られないと感じていた。

### イギリス軍の動き
7月17日、イギリス軍正規兵、カナダ人毛皮交易業者、およびインディアンの混成部隊がヒューロン湖のマキナック島にあった重要な交易基地を占領した。そこのアメリカ軍小部隊は、以前のハルと同様に戦争が始まったことに気付いていなかった。この攻撃に加わったインディアンの多くがマキナック島に残るか、故郷に帰った中で、少なくとも100名のスー族、メノミニー族、ウィニベイゴ族戦士達がマキナック島から南に移動して、既にアマーストバーグに入っていた者達と合流した。その報せがそれまで中立だったデトロイト近くに住むワイアンドット族に届くと、次第にアメリカ軍に対して敵対的になっていった。ハルはマキナック島が占領されたことを8月3日に知った。この日釈放されたアメリ軍守備兵がスクーナーでデトロイトに到着していた。ハルはこのことで「北部インデァインの巣を開けてしまった」ことを怖れ、カナダ領内に保持していた陣地全てを放棄した。
ハルの補給線はデトロイト川とエリー湖岸にそって60マイル (96 km) 伸びていた。この線はイギリス軍武装艦艇が支配しており、イギリス軍やインディアンに襲撃される可能性が高かった。8月4日におきたブラウンズタウンの戦いで、テカムセの指揮したインディアン部隊が、アメリカ軍ヴァンホーン少佐の指揮する分遣隊を待ち伏せて潰走させ、ハルに送られる物資の多くを捕獲した。ハルはジェイムズ・ミラーの指揮で大部隊を派遣してその通信線を確保し、ブラッシュ少佐の指揮下にフレンチタウンで待っていた300頭の牛、小麦粉を積んだ70頭の馬の輜重隊を護衛させた。8月9日に起きたマグアガの戦いでは、ミラー隊が、第41連隊のアダム・ミュア少佐が指揮するイギリス軍とインディアン部隊をある程度後退させたが、イギリス軍がその戦列を立て直すと、攻撃再開を諦めた。このときミラーは病気に罹っており、この戦闘で味方が被った損失は敵軍よりも大きかったので、完全に自信を失ったように見え、戦場近くに宿営していたが、ハルがデトロイトに戻るよう命令してきた。
一方、アッパー・カナダのイギリス軍指揮官アイザック・ブロック少将は、植民地首都であるヨーク（現在のトロント）にあって、気の進まない議会に対応し、植民地の民兵隊を動員することに関わっていた。その手元にはイギリス軍正規兵1個連隊と民兵隊を支援する古参兵と砲兵の小さな分遣隊幾つかしか無かったが、ナイアガラ川のアメリカ軍は組織が纏まらず物資も不足しており、ニューヨーク州北部オールバニにいる無気力なアメリカ軍総司令官ヘンリー・ディアボーン少将から直ぐに脅威は生じないと気付いていた。ハルの軍隊のみがカナダ領内に入り、脅威を与えていた。7月下旬、ブロックはマキナック島を占領したことを知った。カナダ総督であるジョージ・プレボスト中将から、要請していた援軍1個連隊をアッパー・カナダに向けて進発させたという報せも受けたが、それは断片的に発進させられていた。ブロックはアマーストバーグ補強のためにヨークから西に、正規兵50名と民兵の志願兵250名を派遣した。8月5日、ブロックは議会を閉会にした後で、自ら出発した。ブロックとその部隊は平底船と無甲板船でポートドーバーを出港し、8月13日にアマーストバーグに到着した。これと同時期に200名のインディアン戦士（マキナック島の「西部インディアン」100名とワイアンドット族100名）がテカムセ部隊に合流した。
アマーストバーグでは直ぐにハルが放った伝令を捕獲し、ハル軍の士気が低いこと、直面している多くのインディアンを怖れていること、および物資が乏しいことを知った。ブロックは直ぐにテカムセとの信頼関係を築き、インディアンが自軍と協調することを確実にした。ブロックとテカムセは初対面であり、ブロックがアマーストバーグに到着して直ぐに会見した。伝説に拠れば、テカムセはその戦士達の方を向いて、「彼は男だ」と言った。ブロックもその直ぐ後で、「...私が存在すると考えたこともないような利口で勇気ある戦士だ」と記していた。
ブロックはその部下の大半が反対したことに逆らって、即座にデトロイトを攻撃する決断を下した。イギリス軍は既にある手紙を手配してハルのインディアンに対する恐怖感を弄んでいた。その手紙では、アマーストバーグには既に5,000名以上の部隊がいて物資に不足しているので、これ以上多くのインディアンがマキナック砦から向かってきてアメリカ人の手に落ちないよう求めていた。ブロックは次のような内容の降伏要求書をハルに送った。
私の支配下にある部隊は、デトロイト砦の即座の降伏を求める権限を与えてくれた。皆殺し戦争に加わるのは私の意図ではないが、私の部隊に付設された多くのインディアンが、戦いの始まったときには制御できなくなることに気付くべきである。

イギリス軍が実際より多くいるようにアメリカ兵に信じ込ませるために、ブロックの部隊は何度か威嚇を行った。ジョージ砦の旅団副官トマス・エバンス少佐の進言で、民兵に第41連隊の不要になった制服を与え、イギリス軍の大半が正規兵であるかのように信じ込ませようとした。兵士は1部隊1つのたき火ではなく、個々にたき火を灯すよう命令され、それで部隊を大きく見せるようにした。兵士はアメリカ兵に丸見えになるように行軍して陣地につき、即座に背後の塹壕に跳び込んで元の位置に戻り、行進を繰り返した。同じようなトリックが食事の時にも繰り返された。列を作った兵士が受け取った豆を隠されたポットに投げ入れ、砦から見える所に戻って列の最後尾に付いた。

## 戦闘
8月15日、植民地海兵隊の砲手達がデトロイト川のカナダ岸に、18ポンド砲1門、12ポンド砲2門、迫撃砲2門の砲台を築きデトロイト砦への砲撃を始めた。これに川上にいる武装艦2隻（ジェネラル・ハンターと大砲20門搭載スループ・オブ・ウォークィーン・シャーロット）からの砲撃が加わった。8月16日早朝、テカムセの戦士達がデトロイトの南約5マイル (8 km) で川を渡った。日の出後にブルックの3つの小さな「旅団」に分けた部隊が渡った。最初の部隊はロイヤル・ニューファンドランド・フェンシブルの50名とリンカーンおよびケントの民兵達で構成されていた。2番目の部隊は第41連隊の50名とヨーク、リンカーン、オックスフォード、ノーフォークの民兵達で構成された。3番目の部隊は第41連隊本隊の200名とイギリス砲兵隊の50名および野砲5門（6ポンド砲3門と3ポンド砲2門）だった。
ブロックは当初、ハルの供給線にまたがる防御が施された陣地を占領して砦が飢えるのを待ち、砲撃によってアメリカ軍が降伏するか、あるいは出撃してくるのを迎え撃つつもりだったが、前日にハルがカス大佐とマッカーサー大佐に400名を付けて、湖や川から幾らか離れた所を通る森の道を通ってデトロイトまでブラッシュの輜重隊を護衛するために派遣しており、その分遣隊がイギリス軍の後衛から数マイルと離れていない所にいることを知った。ハルはその前夜にこの分遣隊を呼び戻すための伝令を送ったが、カスとマッカーサーはとっくに宿営に入っており、動くことを拒否した。ブロックは2つの方向から狙撃されることを避けるために、即座にデトロイト砦の後方に回った。そこは川から最も遠い側であり、防御が弱かった。テカムセの戦士達はアメリカ兵から見られるように森の隙間を何度も行進し、その間に騒がしい鬨の声をあげていた。ある証言では、テカムセが部隊を多く見せる案を出したとしている。カナダ人士官（騎兵民兵指揮官ウィリアム・ハミルトン・メリット）は、「テカムセが戦士を散開させ、砦の後の森にある隙間を3度行進させ、守備兵に十分見させるようにして、少なくともインディアンが2,000ないし3,000名いると信じ込ませた。メリットは目撃者ではないので、その説には疑義がある。
イギリス軍の砲撃で被害が出始めたので、ハルは数千と見られるイギリス正規軍に対抗する自軍を維持することを絶望的と見るようになり、インディアンの鬨の声を聞くと惨殺を怖れるようになった。自身の娘や孫を含め砦の中には女子供もいた。部下の助言にも従わず、ハルは降伏の白旗を揚げさせた。降伏の条件を決めるために3日間の猶予を求める伝令をブロックの元に送った。ブロックは3時間なら認めると回答した。ハルはカス大佐とマッカーサー大佐の分遣隊、さらにブラッシュ少佐の輜重隊を含め全軍で降伏した。ハルは降伏の前に酔っぱらっていたという噂があった。インディアンは「手本よりも多く、ヴァイキングやフン族よりも貪欲で暴力的だ」と言ったと報告されている。

## 被害と損失
降伏の前にイギリス軍の砲撃によって2人のアメリカ軍士官が戦死した。その中にはマキナック砦指揮官のポーター・ハンクス中尉がおり、軍法会議を待っていた。他に5人の兵卒が戦死した。アメリカ軍のデトロイト砦大砲からの反撃でイギリス軍砲手2名が負傷した。
ハルが降伏した後、オハイオ州民兵1,600名は釈放され、帰り道でインディアンから襲われないよう、南に護送された。ミシガンの民兵の大半は既に脱走していた。アメリカ軍正規兵582名はケベック市に戦争捕虜として移送された。
イギリス軍の戦利品としては、大砲30門、ライフル銃300挺、マスケット銃2,500挺があった。アッパー湖群では唯一の武装アメリカ船のブリッグ艦アダムズが捕獲されてイギリス軍の任務に就いたが、数週間後にエリー砦近くで再捕獲され、後に座礁したので燃やされた。

## 戦いの後
ハル軍降伏の報せは前線の両側で驚きをもって迎えられた。アメリカ側では多くのインディアンが武器を持って立ち上がりアメリカ人開拓地を攻撃し、軍事基地を孤立させた。アッパー・カナダでは、住民と民兵が勇気づけられ、特にハル軍に脅威を与えられていた西部地区はなおさらだった。ブロックは地元民兵が以前は任務に就くこを躊躇していたのを見逃し、その基地に留まっていた民兵には報償を与えた。さらに実際的に、ハル軍から捕獲した2,500挺のマスケット銃を、それまで装備の整っていなかった民兵に配った。
イギリス軍はアメリカ領内で重要な基地を確保し、その後ほぼ1年間ミシガン準州とデトロイト地域を支配した。ブロックは英雄としてもてはやされ、テカムセのインディアン連合に対する影響力が強化された。ブロックはアマーストバーグとデトロイトの指揮官としてヘンリー・プロクター大佐を残し、ナイアガラ川に移動して、川を渡ってくるアメリカ軍の攻撃を予測してニューヨーク州に先制攻撃を掛けるつもりだった。しかしジョージ・プレボストが手配した一時的休戦に邪魔された。休戦が終わると、アメリカ軍がクィーンストン近くを攻撃してきた。それに続くクィーンストン・ハイツの戦いで、アメリカ軍に占領された砲台を奪い返そうと急遽反撃を率いているときに、ブロックが戦死した。
ハル将軍はデトロイトでの行動で軍法会議に掛けられ、死刑を宣告されたが、そのアメリカ独立戦争での貢献が認められマディソン大統領が減刑し、陸軍から追放された。
アメリカ側がデトロイトを回復しようという試みは通信のお粗末さ、戦場で民兵隊を維持していくことの難しさによって邪魔され続けた。1813年9月10日のエリー湖の湖上戦でアメリカ海軍が勝利し、状況が変わった。その結果、イギリス軍はアマーストバーグとデトロイトで供給線を絶たれて孤立したので、撤退を強いられた。ハルの後継者ウィリアム・ハリソンは後退するイギリス軍とインディアン部隊を追撃し、テムズの戦いで破った。この戦闘でテカムセが戦死した。

### 記念碑
イギリス第41連隊はその後ウェルチ連隊となり、デトロイトの功績で表彰された。米英戦争で表彰された数少ないイギリス連隊の1つとなった。アメリカ第4歩兵連隊から奪った軍旗は、カーディフ城のウェルチ連隊博物館に展示してある。
ハルがカナダに侵入し、デトロイトで降伏したときにその軍隊に参加していた部隊の幾つかについて、その後継であるとする部隊が現在のアメリカ陸軍にある。
2012年、カナダ造幣局は米英戦争開戦200周年を記念し、テカムセの肖像を入れた25セント硬貨を発行した。